# Mirafons

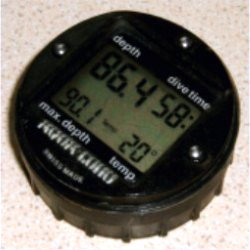
Un mirafons vertical combinat amb un temporitzador i una pantalla de temperatura, també referit com a "Temporitzador inferior"

Un mirafons és un manòmetre que mostra la profunditat equivalent en aigua. És una peça de l'equip de busseig sovint utilitzat pels bussos.
La majoria dels mirafons moderns tenen un sistema electrònic i una pantalla digital. Els més antics usaven un mecanisme mecànic i una pantalla analògica.
Un bus utilitza un mirafons amb unes taules de descompressió i un rellotge per evitar la malaltia de descompressió. Una alternativa comuna al mirafons, al rellotge i a les taules de descompressió és un ordinador de busseig. Un mirafons i un analitzador d'oxigen/sensor d'oxigen poden ser usats per mesurar la pressió parcial de l'oxigen de la respiració de gas, cosa que és necessària per evitar la toxicitat de l'oxigen.
Els mirafons digitals comunament també inclouen un temporitzador que mostra l'interval de temps que el bus ha estat submergit. Alguns mostren la taxa d'ascens i descens del bus, que pot ser útil per evitar el barotrauma.
Com el mesurador només mesura la pressió de l'aigua, hi ha una inexactitud inherent en la profunditat mostrada pels indicadors que s'utilitzen tant en aigua dolça com en aigua de mar deguda a la diferència de densitats entre ambdós tipus d'aigua.